# Юрген: висміювання справедливості
«Юрген: висміювання справедливості» (англ. Jurgen, A Comedy of Justice) — фентезійний роман американського письменника Джеймса Бренча Кейбелла, який отримав славу (або популярність) після його публікації в 1919 році. Це гумористичний роман про середньовічний космос, який включає в себе посилання на легенду про Артура, а також екскурсії до Небес та Пекла як у Божественній комедії. Робота Кейбелла визнана орієнтиром у створенні гумористичного фентезійного роману, яка зокрема мала вплив на Террі Пратчетта та багатьох інших.

## Сюжет
Той же герой, який вважає себе «чудовим розумним хлопцем», розпочинає подорож по все більш фантастичним сферам у пошуках пародійної версії куртуазної любові. Кудись б не йшов, він зустрічає ексцентричних лицарів та дівчат, в чарівній сатирі сучасної Америки. Юрген привертає увагу Леді Озера, королеви Ґвіневери, і навіть дружини Диявола.

## Відгуки про книгу
Роман став більш відомим після того, як Нью-Йоркське товариство чистоти моралі відступників намагалося притягнути до відповідальності автора за непристойність. 4 січня 1920 року було вилучено друкарські плити до роману. Справа тривала ще два роки, після того як Кейбелл та його видавець Роберт Макбрайд, виграли. Вони стверджували, що «непристойності» привертали подвійну увагу, які також мали непристойні інтерпретації, хоча виявилося, що «двозначність», була своєрідним виявом філософії, включаючи жарт про природу папської непогрішності.
У 1922 році Гай Голт, його редактор та видавець, який також фігурував у судовому справі, опублікував «Юрген та Закон, Заява. З експонатами, включаючи висновок Суду, та коротку інформацію для відповідачо про пропозицію щодо притягнення до відповідальності». Було продано лише 1 тисячу примірників, призначені для комерційної реалізаці.
Кейбелл здійснив авторську помсту. Переглянутий випуск 1923 року, який включав раніше «втрачений» сюжет, в якому герой потрапляє на випробування філістимлян, з великим жук в якості головного прокурора. Він також написав коротку книгу «Табу», в якій подякував Джону С. Самнеру та Суспільству боротьби за чистоту моралі за популяризаційну рекламу, яка надала поштовх до розвитку його кар'єри.
У Тихоокеанському огляді, написаному в 1921 році, Вернон Луї Паррінгтон відзначив «Юргена» та назвав Кейбелла «одним з найвеличніших майстрів англійської прози». Алістер Кроулі назвав «Юрген» одним з «епохальних шедеврів філософії» в 1929 році, — книга містить пародію на «Гностичну масу» Кроулі. Знаменитими стали фрази Кроулі з «Книги Закону»: «Закон не існує за межами того, що ти хочеш», або його джерело для Рабле є лише одне застереження, яке слід дотримуватися, робити те, що ти бажаєш — є пародією на «Немає закону від порятунку від Кокаїну, робіть те, від чого добре Вам».
Після подальшох зміни роману Кейбелла, «Гамлет став дядьком», Бейзіл Давенпорт називав «Юргена» «шедевром»".
Роберт Е. Гайнлайн відомий в першу чергу завдяки своєму роману, «Чужинець на чужій землі», після виходу «Юргена» та публікації певних думок Кейбелла, зазнав його впливу, зокрема у назвах та розділах щонайменше двох інших романів: його давній неопублікований перший роман «Для нас, що живуть» (написана в 1938 році, опублікована 2003 року), а також роман з пізнього етапу творчості письменника «Йов, або комедія справедливості» (1984).
Художник Юрген Вайзік був названий на честь «Юрген: комедія юстиції», яка була улюбленою книжкою його батька.